# Amerikaanse boslijster
De Amerikaanse boslijster (Hylocichla mustelina) is een Noord-Amerikaanse zangvogel. Hij is nauw verwant aan andere lijsters zoals de roodborstlijster en is wijd verspreid over Noord-Amerika. De soort overwintert in Centraal-Amerika en het zuiden van Mexico en is de officiële vogel van Washington D.C..

## Kenmerken
De volwassen Amerikaanse boslijster is 19–21 cm lang, weegt tussen de 40 en 50 gram en heeft een spanwijdte van 30–40 cm. De langst bekende levensduur voor een Amerikaanse boslijster in het wild is 8 jaar en 11 maanden. De kruin, nek en bovenrug zijn kaneelbruin, en de achterzijde van de vleugels en de staart hebben een enigszins doffere bruine kleur. De borst en buik zijn wit met grote donkerbruine vlekken op de borst, zijden en flanken. Hij heeft witte oogringen en roze poten. Andere lijsters hebben fijnere vlekken op de borst. Jonge exemplaren van deze soorten lijken op de volwassenen, maar hebben tevens vlekken op de rug, nek en vleugeldekveren. Het mannetje en vrouwtje zijn van dezelfde grootte en hebben hetzelfde verenkleed.

## Leefwijze
De Amerikaanse boslijster is een omnivoor en voedt zich bij voorkeur met ongewervelde dieren en larven, maar eet ook fruit. In de zomer voedt het zich doorlopend met insecten om aan zijn dagelijkse metabole behoeften te voldoen. De soort leeft in de regel solitair, maar vormt soms kudden met andere soorten. De Amerikaanse boslijster verdedigt een territorium met een grootte van 800 tot 8.000 vierkante meter. Hij is monogaam en het broedseizoen begint in het voorjaar.

## Taxonomie
De Amerikaanse boslijster werd in 1789 als enige soort van het geslacht Hylocichla beschreven door de Duitse naturalist Johann Friedrich Gmelin. De generieke naam is een directe vertaling van de gewone benaming, afgeleid van de Griekse woorden hyle/ύλη ("bos") en cichle/κιχλη ("lijster" of "kramsvogel"). De specifieke naam komt van het Latijnse mustela wat wezel betekent. De soort is nauw verwant aan andere typisch Amerikaanse lijsters van het geslacht Catharus en wordt soms in dat geslacht opgenomen. Catharus mustelinus is daarom een alternatieve wetenschappelijke naam voor deze soort. Hij wordt als nauw verwant aan de lange-afstand trekkende soorten uit dat geslacht, in tegenstelling tot de in het algemeen niet-trekkende dwerglijsters, maar dit lijkt onjuist. De Amerikaanse boslijster lijkt ook nauw verwant te zijn aan soorten uit het grotere geslacht Turdus, zoals de roodborstlijster.

### Vocalisaties
Van de Amerikaanse boslijster wordt vaak gezegd dat hij een van de mooiste zangen van alle Noord-Amerikaanse vogels heeft. De Amerikaanse naturalist Henry David Thoreau schreef:
Wanneer een man het hoort is hij jong, en de Natuur is in haar lente, waar hij het hoort, is het een nieuwe wereld en een vrij land, en de poorten van de Hemel worden niet voor hem dichtgedaan.
Hoewel het vrouwtje niet zingt heeft het mannetje een unieke zang die is onderverdeeld in drie delen. Het eerste component is vaak niet verstaanbaar tenzij de luisteraar erg dichtbij is en bestaat uit twee tot zes korte, lage noten die klinken als bup, bup, bup. Het tweede component is een luide frase die vaak wordt geschreven als ee-oh-lay, en het derde component is een trillende, vanuit de buik komende frase van niet-harmonische snelle en simultane notenparen.
Het mannetje is in staat twee noten tegelijk te zingen, waardoor zijn lied een etherische, fluitachtige kwaliteit krijgt. Elke individuele vogel heeft een eigen repertoire gebaseerd op combinaties van variaties op de drie genoemde componenten. De bup, bup, bup frase wordt ook soms gebruikt als roep. Deze roep is luider en heeft een hogere frequentie wanneer de vogel opgewonden is. De vogel gebruikt ook een tut, tut geluid om opwinding aan te geven. De roep tijdens de nachtelijke vlucht is een empathische heeh.

## Verspreiding en habitat
Het broedgebied van de Amerikaanse boslijster strekt zich uit van Manitoba, Ontario en Nova Scotia in het zuiden van Canada tot het noorden van Florida en van de Atlantische kust tot de Missouri en oostelijke Great Plains. Hij trekt naar het zuiden van Mexico tot aan Panama in Centraal-Amerika in de winter, voornamelijk in het laagland langs de kusten van de Atlantische en Grote Oceaan. De vogel arriveert over het algemeen in de eerste week van april in de Amerikaanse Golfkust. De herfsttrek begint meestal medio augustus en loopt door tot half september. De trek vindt 's nachts plaatst, zodat ze kunnen navigeren met behulp van de sterren en zich kunnen oriënteren door het aardmagnetisch veld te detecteren.
De Amerikaanse boslijster geeft de voorkeur aan loof- en gemengde bossen om in te broeden. Het prefereert hooggelegen mesofiele bossen met een late successie en een matig-dichte struiklaag. Robert I. Bertin (1977) merkte op dat deze lijster van gebieden met stromend water, een vochtige bodem en een hoge ondergroei houdt. Het broedgebied bevat over het algemeen bomen groter dan 16 m, een vrij open bosbodem, een vochtige grond en bladafval, waarbij het vocht in de ondergrond belangrijker is dan zowel de bedekkingsgraad van de boomlaag als toegang tot
stromend water. De soort kan in habitatplekken zo klein als één hectare broeden, maar loopt risico op roofdieren van bovenaf en broedparasieten. In de loop der tijd heeft het broedgebied zich naar het noorden verspreid. In dit proces heeft het op sommige gebieden de veery en heremietlijster verdrongen. Als gevolg van recente bosversnippering staat hij bloot aan de broedparasitisme door de bruinkop-koevogel en heeft hij aan territorium verloren in het overwinteringsgebied.

### Beschermingsstatus
De Amerikaanse boslijster is uitgegroeid tot een symbool voor de afname van het aantal neotropische zangvogels in het oosten van Noord-Amerika, met een afname van 43 procent sinds 1966. Samen met vele andere soorten wordt deze soort bedreigd zowel in zijn Noord-Amerikaanse broedplaatsen als in zijn Centraal-Amerikaanse overwinteringsgebied. Bosversnippering in Noord-Amerikaanse bossen heeft gezorgd voor een toename aan nestpredatie en broedparasitisme door de koevogel, wat een significante daling in het voortplantingssucces heeft betekend. Een onderzoek door het Cornell Laboratorium van Ornithologie heeft voor het eerst op grote schaal aangetoond dat er een link bestaat tussen zure regen en de afname van deze lijsterpopulatie. Voortdurende ontbossing in Midden-Amerika zorgt voor een afname van het overwinteringsgebied van deze vogel, waardoor deze mogelijk gedwongen wordt andere, gevaarlijkere gebieden op te zoeken.Om deze redenen staat deze soort sinds 2014 als gevoelig op de Rode Lijst van de IUCN.

### Dwalen
De Amerikaanse boslijster is eenmaal als dwaalgast aangetroffen in Europa, in oktober 1987 op de Scilly-eilanden.

## Gedrag
De Amerikaanse Boslijster leeft over het algemeen een solitair bestaan, maar vormt soms kudden met andere soorten in de winter. Het broedgebied varieert in grootte van 800 tot ten minste 8.000 vierkante meters en wordt gebruikt om te nestelen, materialen voor het nest te verzamelen en om te foerageren. Territoriale disputen worden meestal zonder fysiek contact beslecht, maar in ontmoetingen van hoge intensiteit of bij het verdedigen van het nest zijn fysieke interacties met de poten en de snavel geobserveerd. Verdediging tegen roofdieren bestaat uit het slaan met de vleugels en staart, het verhogen van de kruin en soms, bij escalaties, duiken en aanvallen.
Bij deze soort is ook een gedrag geobserveerd dat bekendstaat als mieren. Hierbij neemt de vogel één of meer mieren en wrijft deze over zijn veren. Het doel van dit gedrag is niet bekend, maar men denkt dat de vogels mogelijkerwijs een defensieve afscheiding uit de mieren verwerven die mogelijk gebruikt worden voor medicinale doeleinden, of dat het simpelweg een aanvulling is op zijn eigen vet.

### Voeding
De voeding van de Amerikaanse boslijster bestaat voor het grootste deel uit bodemongewervelden en larven, en voor een kleiner deel uit fruit, wat vooral in de later zomer, de herfst en de late winter gegeten wordt. Zo nu en dan voedt het zich ook met insecten uit bomen, slakken en kleine salamanders. De jongen worden gevoed met insecten en fruit. Na het broeden en vóór de trek gaat de Amerikaanse boslijster over van insecten op fruit met een hoge vetgehalte. Door lage fruitconsumptie en vetreserves moet de vogel zich in de zomer voortdurend met insecten voeden om aan zijn metabole behoeften te voldoen.
De Amerikaanse boslijster foerageert voornamelijk op de bosbodem, waarbij hij met zijn snavel bladeren omdraait op zoek naar insecten. Fruit wordt in zijn geheel doorgeslikt.

### Roofdieren
De eieren en kuikens zijn kwetsbaar voor eekhoorns, wasberen, blauwe gaaien, Amerikaanse kraaien, rattenslangen, bruinkop-koevogels, glanstroepialen, de Noord-Amerikaanse vliegende eekhoorn, de grijze eekhoorn, wezels, witvoetmuizen, gedomesticeerde katten, de Amerikaanse oehoe en de Amerikaanse sperwer. Volwassen exemplaren lopen het meeste gevaar tegen haviken en uilen.

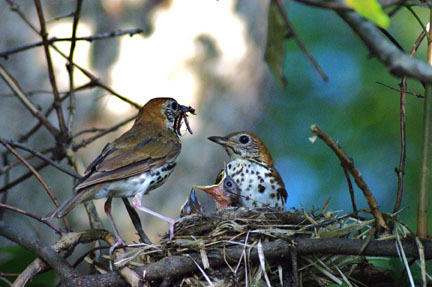
Nestelende Amerikaanse boslijsters in Pennsylvania, Verenigde Staten.

### Voortplanting
Amerikaanse boslijsters zijn monogamen en vormen broedparen tussen medio april en het begin van mei. De meeste lijsters zoeken ieder jaar een nieuwe partner. Het beschermen van de partner en copulatie buiten het paar zijn in deze soort niet waargenomen.Sommige mannetjes arriveren enkele dagen vóór de eerste vrouwtjes in het broedgebied. Andere mannetjes arriveren gelijk met de vrouwtjes. Hier vestigen ze territoria variërend in grootte tussen 0,08 en 0,8 hectare. Het vrouwtje leidt doorgaans stille rondvluchten 1-1,8 m boven de grond, terwijl het mannetje haar achterna vliegt. Zes of meer vluchten vinden in het algemeen achter elkaar plaats. De paren rusten samen en voeden elkaar tussen de vluchten door. Het mannetje begint enkele dagen na aankomst bij de zonsopgang en -ondergang te zingen. Vroeg in het seizoen zingt hij vanuit hoge zitplekken in de hoogste bomen, maar naarmate het seizoen vordert zingt het korter en minder uitgebreid vanuit lagere plekken. Elke dag begint de zang net vóór zonsopgang. Op dit moment van de dag is de zang ook het meest intens. Het mannetje kan de hele dag door zingen, maar vooral rond zonsondergang. Het zingen stopt meestal rond het einde van juli.
Over het algemeen kiest het vrouwtje de nestplaats en bouwt zij het nest. Toch zijn er aanwijzingen dat het mannetje invloed kan uitoefenen op de nestplaats door hier dichtbij te zitten en te zingen. Het vrouwtje beslist echter uiteindelijk of ze de door het mannetje voorgestelde nestplaats zal aanvaarden. Het nest is meestal gelegen tussen dichte vegetatie in een boom of struik die genoeg schaduw biedt. Het nest wordt meestal gemaakt uit dood gras, stengels en bladeren en wordt bekleed met modder en geplaatst op een splitsing op een horizontale tak. Het nest wordt niet herbruikt. Meestal wordt geprobeerd om twee broedsels te maken, hoewel een paar soms drie tot vier nesten maakt voor het enig succes boekt. Twee tot vier lichtblauwe eieren worden gelegd met een snelheid van één per dag. De eieren worden alleen door het vrouwtje uitgebroed. Dit duurt 11 tot 14 dagen, met een gemiddelde van 13. Net als andere zangvogels zijn de kuikens nestblijvers. Ze zijn naakt en hebben gesloten ogen bij het uitkomen van het ei. Het vrouwtje broedt de kuikens gedurende de eerste vier dagen na het uitkomen. Beide ouders voeden de nestjongen en verwijderen fecale zakjes uit het nest. De kuikens vliegen 12-15 dagen na het uitkomen uit, maar de ouders blijven ze tot een leeftijd van 21-31 dagen voeden, wanneer ze zelfstandig zijn en hun ouders' territorium verlaten.
De jonge Amerikaanse boslijster is de volgende zomer in staat zich voort te planten. De meeste vrouwtjes leggen hun eerste eieren medio mei, maar oudere vogels beginnen soms eerder. Paren proberen meestal om niet later dan eind juli voor een tweede broedsel te gaan. Het laatste kuiken vliegt dan rond half augustus uit. Ongeveer de helft van alle Amerikaanse boslijsters zijn succesvol in het grootbrengen van twee broedsels.